# Jacqueline van Maarsen
Jacqueline Yvonne Meta van Maarsen, née le 30 janvier 1929 à Amsterdam et morte le 13 février 2025, est une écrivaine et relieuse néerlandaise. Elle est surtout connue pour son amitié avec la diariste Anne Frank. Sa mère chrétienne réussit à faire retirer le signe J (Juif) des cartes d'identité de la famille (le père de van Maarsen est juif) pendant la Seconde Guerre mondiale, aidant ainsi les van Maarsen à échapper aux nazis.

## Jeunesse
Jacqueline Van Maarsen est née à Amsterdam d'un père juif néerlandais, Samuel « Hijman » van Maarsen (1884-1952), et d'une mère chrétienne française, Eulalie Julienne Alice « Eline » van Maarsen (née Verlhac) (1891-1992). Jacqueline a une sœur, Christiane. Elle étudie dans une école ordinaire à Amsterdam jusqu'en 1940, lorsque l'Allemagne nazie envahit les Pays-Bas. Elle doit ensuite partir dans un lycée juif. À l'école juive, elle se lie d'amitié avec de nombreuses filles, dont Anne Frank, Nanette Blitz Konig (en), Sanne Ledermann et Hannah Goslar. Jacqueline van Maarsen est la secrétaire du club de ping-pong fondé par ses amis, Little Dipper Minus Two.
Anne Frank et Jacqueline van Maarsen deviennent les meilleures amies du monde : elles se rendent souvent visite et font leurs devoirs ensemble.Jacqueline Van Maarsen aime sincèrement Anne, mais la trouve parfois trop exigeante dans son amitié. En juillet 1942, la famille d'Anne se cache, mais Jacqueline van Maarsen n'en sait rien.
Anne, plus tard dans son journal, exprime des remords pour sa propre attitude envers Jacqueline Van Maarsen, considérant avec une meilleure compréhension le désir de Jacqueline van Maarsen d'avoir également d'autres amies proches — « Je veux juste m'excuser et expliquer les choses », écrit Anne. Après deux mois et demi de clandestinité, Anne rédige une lettre d'adieu à Jacqueline Van Maarsen dans son journal, lui promettant une amitié à vie.  Jacqueline Van Maarsen a lu ce passage beaucoup plus tard, après la publication du journal.
Pendant ce temps, les forces d’occupation allemandes nazies arrêtent des Juifs dans tout le pays. Jacqueline van Maarsen, qui est à moitié juive selon les critères nazis, sent la menace d'être arrêtée. Parce qu'elle est chrétienne, la mère de Jacqueline Van Maarsen peut faire retirer le signe « J » (Juif) des cartes d'identité de la famille. Cet acte aide les Van Maarsen à échapper aux nazis et permet à Jacqueline van Maarsen de quitter l'école juive et de réintégrer l'enseignement général.
La plupart des membres de sa famille du côté paternel périssent dans les camps de concentration nazis, notamment à Auschwitz et à Sobibór.

## Après la Seconde Guerre mondiale
Après la guerre, Jacqueline Van Maarsen apprend qu’Anne n’a pas survécu. Otto Frank, le père d'Anne, entre en contact avec elle, et elle est l'une des premières personnes à qui Otto Frank montre le journal d'Anne. En 1947, Le Journal d'une jeune fille est publié.
Van Maarsen devient relieuse. Elle épouse son ami d'enfance, Ruud Sanders, en 1954. Ils ont  trois enfants.
Elle commence à donner des conférences sur Anne Frank dans différentes écoles en Allemagne et aux États-Unis. De plus, elle apparait dans le documentaire Classmates of Anne Frank du 28 novembre 2008.
Van Maarsen écrit cinq livres sur son amitié avec Anne Frank. En 2023 (à la suite du décès d'Hannah Pick-Goslar en octobre 2022), elle est l'une des dernières amies d'école survivantes connues d'Anne Frank aux côtés de Nanette Blitz Konig, survivante de Bergen Belsen.
Jacqueline Van Maarsen meurt le 13 février 2025, à l'âge de 96 ans.

## Livres
- Anne and Jopie (1990)
- My Friend, Anne Frank (1996)
- My Name Is Anne, She Said, Anne Frank (en) (2003)
- A Friend called Anne (2005)
- Inheriting Anne Frank (2009)